# Jefferson megye (Oklahoma)
Jefferson megye az Amerikai Egyesült Államokban, azon belül Oklahoma államban található. Megyeszékhelye és legnagyobb városa Waurika. Lakosainak száma 5337 fő (2020. április 1.). Jefferson megye Clay, Montague, Stephens, Carter, Love és Cotton megyékkel határos.

## Népesség
A megye népességének változása:
| Lakosok száma | 6453 | 6482 | 6399 | 6432 | 6276 | 5337 |
|               | 2010 | 2011 | 2012 | 2013 | 2015 | 2020 |